# ПФК „Локомотив“ (Пловдив)
„Локомотив“ е футболен отбор от Пловдив. Цветовете на клуба са черно, бяло и червено.Домакинските си мачове от 6 септември 1982 година играе на стадион „Локомотив“ с капацитет 14 000 места.
„Локомотив“ е шампион на България за сезон 2003/04, двукратен носител на Купата на България (2018/19 и 2019/20), както и двукратен носител на Суперкупата на България (2004 и 2020).

## Наименования
Днешният Локомотив Пловдив е създаден на 25 юли 1926 г. с името Пловдивски Спортклуб. На този ден клубовете Караджа и Атлетик сключват равнопоставен съюз.
- „Спортклуб“ (1926 – 1945)
- „С.П. 45“ (Спортклуб–Парчевич 1945) (1945 – 1946)
- „Славия“ (1946 и 1949)
- „Славия–Ченгелов“ (1946 – 1947)
- „Енергия“ (1949)
- „Торпедо“ (1949)
- „Локомотив“ (от 1951 г.)

## Успехи
Първа лига
- Шампион (1 път) – 2003/04
- Вицешампион (2 пъти) – 1972/73, 2020/21
- Бронзов медалист (5 пъти) – 1945, 1968/69, 1973/74, 1991/92, 2004/05

Купа на България
- Носител (2 пъти) – 2018/19, 2019/20
- Финалист (7 пъти) – 1940, 1942, 1948, 1959/60, 1970/71, 1981/82, 2011/12

Суперкупа на България
- Носител (2 пъти) – 2004, 2020
- Финалист (2 пъти) – 2012, 2019

Купа на Съветската армия
- Носител (1 път) – 1982/83

## Европейски клубни турнири
Най-успешно Локомотив се представя в Купата на панаирните градове през сезон 1964/65: 1/32-финал – елиминира Войводина 1:1, 1:1, допълнителен мач на неутрален терен в София: 2:0; 1/16-финал – елиминира Петролул 0:1, 2:0; 1/8-финал – отпада от Ювентус 1:1, 1:1, допълнителен мач в Торино: 1:2.
След равния мач в Торино италианските вестници не скриват доброто си впечатление от играта на пловдивчани. „Туто спорт“: „Ювентус“ се огъна пред българския „Локомотив“; „Ла стампа“: „Бяло-черните“ се изгубиха сред сърцатите българи; „Гадзета дело Спорт“: За Купата на панаирните градове „Ювентус“ угасна срещу българите от Пловдив.
През сезон 2020/21 в първия предварителен кръг на Лига Европа смърфовете побеждават черногорския Искра Даниловград с 1:0. По този начин техния следващ съперник е английския гранд Тотнъм във втория предварителен кръг на турнира Лига Европа. Заради пандемията от Ковид-19 победителят от двубоя се излъчва в един мач, който се провежда на стадион „Локомотив“. Отборът на Тотнъм, който е финалист в турнира Шампионска лига от предходния сезон, пристига в Пловдив воден от португалския треньор Жозе Моуриньо и водещите си звезди, сред които Хари Кейн, Сон Хюн-мин и Уго Лорис. След нулево първо полувреме домакините от Локомотив откриват резултата в 71-та минута с попадение на Георги Минчев. Авансът на домакините продължава до 78-та минута, когато Хари Кейн изравнява от дузпа. Три минути по-късно англичаните правят пълен обрат, оформяйки крайния резултат – 1:2.
През сезон 2021/22 пловдивчани участват в третия най-престижен европейски клубен турнир – Лига на конференциите. Във втория квалификационен кръг черно-белите успяват да отстранят чешкия Словачко и се класират за третия квалификационен кръг, където отпадат от датския гранд Копенхаген с общ резултат 3:5.
| Сезон     | Турнир                     | Етап                       | Страна     | Отбор                | Домакин | Гост | Резултат                 |
| --------- | -------------------------- | -------------------------- | ---------- | -------------------- | ------- | ---- | ------------------------ |
| 1963 – 64 | Купа на панаирните градове | 1/16-финал                 |            | Стягул Рошу          | 3:1     | 2:1  | 5:2                      |
| 1963 – 64 | Купа на панаирните градове | 1/8-финал                  |            | Дожа Уйпещ           | 1:3     | 0:0  | 1:3                      |
| 1964 – 65 | Купа на панаирните градове | 1/32-финал                 |            | Войводина (Нови Сад) | 1:1     | 1:1  | 2:0 /Трети мач в София/  |
| 1964 – 65 | Купа на панаирните градове | 1/16-финал                 |            | Петролул             | 2:0     | 0:1  | 2:1                      |
| 1964 – 65 | Купа на панаирните градове | 1/8-финал                  |            | Ювентус              | 1:1     | 1:1  | 1:2 /Трети мач в Торино/ |
| 1965 – 66 | Купа на панаирните градове | Първи квалификационен кръг |            | Спартак (Бърно)      | 1:0     | 0:2  | 1:2                      |
| 1967 – 68 | Купа на панаирните градове | Втори квалификационен кръг |            | Партизан (Белград)   | 1:1     | 1:5  | 2:6                      |
| 1969 – 70 | Купа на панаирните градове | Втори квалификационен кръг |            | Ювентус              | 1:2     | 1:3  | 2:5                      |
| 1971 – 72 | Купа на УЕФА               | Втори квалификационен кръг |            | Карл Цайс Йена       | 3:1     | 0:3  | 3:4                      |
| 1973 – 74 | Купа на УЕФА               | Първи квалификационен кръг |            | Слиема Уондърърс     | 1:0     | 2:0  | 3:0                      |
| 1973 – 74 | Купа на УЕФА               | Втори квалификационен кръг |            | Хонвед               | 3:4     | 2:3  | 5:7                      |
| 1974 – 75 | Купа на УЕФА               | Първи квалификационен кръг |            | Раба ЕТО Гьор        | 3:1     | 1:3  | 4:4 /4:5 след дузпи/     |
| 1976 – 77 | Купа на УЕФА               | Втори квалификационен кръг |            | Цървена звезда       | 2:1     | 1:4  | 3:5                      |
| 1983 – 84 | Купа на УЕФА               | 1/32-финали                |            | ПАОК                 | 1:2     | 1:3  | 2:5                      |
| 1992 – 93 | Купа на УЕФА               | 1/32-финали                |            | Оксер                | 2:2     | 1:7  | 3:9                      |
| 1993 – 94 | Купа на УЕФА               | 1/32-финали                |            | Лацио                | 0:2     | 0:2  | 0:4                      |
| 2004 – 05 | Шампионска лига            | Втори квалификационен кръг |            | Брюж                 | 0:4     | 0:2  | 0:6                      |
| 2005 – 06 | Купа на УЕФА               | Втори квалификационен кръг |            | ОФК Београд          | 1:0     | 1:2  | 2:2 /ПГЧТ/               |
| 2005 – 06 | Купа на УЕФА               | Първи квалификационен кръг |            | Болтън               | 1:2     | 1:2  | 2:4                      |
| 2006 – 07 | Интертото                  | Втори квалификационен кръг |            | Фарул (Констанца)    | 1:1     | 1:2  | 2:3                      |
| 2012 – 13 | Лига Европа                | Втори квалификационен кръг |            | Витес (Арнем)        | 4:4     | 1:3  | 5:7                      |
| 2019 – 20 | Лига Европа                | Втори квалификационен кръг |            | Спартак (Търнава)    | 2:0     | 1:3  | 3:3 /ПГЧТ/               |
| 2019 – 20 | Лига Европа                | Трети квалификационен кръг |            | Страсбург            | 0:1     | 0:1  | 0:2                      |
| 2020 – 21 | Лига Европа                | Първи квалификационен кръг | Черна гора | Искра (Даниловград)  | N/A     | 1:0  | 1:0                      |
| 2020 – 21 | Лига Европа                | Втори квалификационен кръг |            | Тотнъм Хотспър       | 1:2     | N/A  | 1:2                      |
| 2021 – 22 | Лига на конференциите      | Втори квалификационен кръг |            | Словачко             | 1:0     | 0:1  | 1:1 /3:2 след дузпи/     |
| 2021 – 22 | Лига на конференциите      | Трети квалификационен кръг |            | Копенхаген           | 1:1     | 2:4  | 3:5                      |

## История

### Спортклуб
Когато на 25 юли 1926 г. Караджа и Атлетик се слели в Пловдивски Спортклуб, игрище на новооснования клуб станало онова на Атлетик. То се намирало в района на клуба: източно от църквата „Св. Петка“, покрай тогавашната ул. „Цариградска“ (днешния бул. „Мария-Луиза“). Точното му местонахождение не е известно, но най-вероятно игрището се е намирало между днешните булеварди „Мария–Луиза“ и „Христо Ботев“. Игрище „Атлетик“ било съградено през 1924 – 1925 г. от клубните членове. Благоустроявано постепенно (с трибуни за публика), там Спортклуб играл мачовете си.
Вечерта на 18 април 1928 г. обаче преобърнала всичко. Ужасяващата стихия на Чирпанското земетресение връхлетяла града, оставяйки хиляди пловдивчани без дом. Попаднали в такава безизходна беда, те започнали да строят временни помещения на всяко свободно място – площадите, парковете, спортните игрища. Така през пролетта на 1928 г. Спортклуб отдал своето игрище на пловдивските граждани, чиито домове стихията погубила. Първоначално това изглеждало временно решение – постройките щели да останат там, докато всеки се устрои на ново място или възстанови дома си. С течение на годините обаче временното положение ставало все по-установяващо се.. Така клубът тръгнал по дългия, мъчителен път да живее без свой дом, без „бели дробове“ – едно от най-важните условия за съществуване на спортен клуб.
В тези тежки за отбора години обикновено играчите се подготвяли на игрището на френския колеж Св. Августин (намиращо се на територията на Спортклуб – IV район) или пък били използвани игрищата на приятелски настроените арменски клубове. Те се разполагали в пространството между днешния пл. „Шахбазян“ и река Марица.
Колкото до официалните мачове от градското първенство – тях Спортклуб играел на някое от одобрените от Пловдивската спортна област игрища. Такива били „Левски“ (източно от днешната Сточна гара, покрай Асеновградско шосе), „Колежа“, „Ботев“ (днес стадион „Тодор Диев“) и „Марица“ (намирало се на мястото на днешния Панаир).
Годините минавали и Спортклуб неотлъчно вървял напред – представителният отбор жънел успехи, привържениците се множали. Клубът завоювал две титли на Пловдив (1936 и 1938 г.), а през 1938 г. се преборил за място в Националната футболна дивизия, включвала 10–те най-силни български тима. През втория си сезон в дивизията 1939/40 Спортклуб продължавал да бъде единствен представител на Пловдив сред елитния български футбол – но и нещо повече: спортклубци били и единствени представители на цяла Южна България. Популярността на тима била огромна, привържениците изпълвали единственото игрище, подходящо за мачове на държавно ниво – „Ботев“. Така, по естествен път, в края на 30–те години Спортклуб постепенно надхвърлил границите на своето рождено място – IV пловдивски район (историческото и административно сърце на Пловдив), разпростирайки се из целия град.
Междувременно, през 1941 г. БДЖ започнали мащабна строителна инициатива, свързана с ведомствените спортни клубове. В нейните рамки железниците инвестирали 2 милиона лева за модернизиране на пловдивското игрище „Левски“. Условието било то да се ползва от двата клуба – ЖСК Пловдив и Левски, като името му било променено на „ЖСК–Левски“. На практика, „ЖСК–Левски“ се оказал първият пловдивски стадион в модерния смисъл на думата. Той бил открит на 11 юли 1943 г., с капацитет от около 10 – 11 000 души, достигайки в средата на 50–те години до 15 000. Именно това бил стадионът, на който Спортклуб започнал да играе от 1943 г. нататък. Останалите пловдивски клубове (наред със собствените си игрища) все повече започвали да ползват и „ЖСК–Левски“. Така той на практика се превърнал в Градски стадион. Както дотогава, така и през 40–те години спортклубци продължавали да ползват игрище „Колежа“ за тренировки на футболния тим или за различни клубни прояви.

### Железничарски спортен клуб
Във възстановената елитна дивизия през 1948 г. Спортклуб (вече „Славия–Ченгелов“) встъпил като единствен представител на Пловдив – бидейки първенец на Пловдивска област за изтеклото първенство. Мачовете си тимът в червено–черно–бяло играел на „ЖСК–Левски“ (вече „Локомотив–Спартак“), чиито трибуни пловдивчани неизменно изпълвали.
Вследствие обединението с железничарския клуб, Спортклуб (от 1951 г. – Локомотив Пловдив) най-сетне сбъднал дълголетната мечта – снабдявайки се със собствено игрище. Сякаш съдбата била решила да се реваншира за над 20 годишните тегоби на клуба, отреждайки му най-модерното за времето игрище в Пловдив. Този статут на „Локомотив–Спартак“ не продължил обаче дълго. През 1954 г. бил открит стадион „9 септември“ (днес „Пловдив“), който станал представителен за града. През 50–те години локомотивци продължавали да използват и игрище „Колежа“. С него били изградени десетилетни връзки, особено заздравени след приобщаването на католическия спортен клуб Парчевич през 1945 г. За официални мачове локомотивци ползвали стадион „Локомотив–Спартак“. Така било до началото на 60–те години. Междувременно името на стадиона станало „Локомотив“, а с годините той все повече се оказвал тесен за клуба. Било така, защото дори сред шестгодишния мрак на втората дивизия пловдивчани не изоставяли своя отбор – препълвайки трибуните при мачовете на отбора в червено–черно–бяло. Такова било положението до самото начало на 60–те години. Със завръщането на Локомотив в А група през 1961 г. отборът започнал да играе срещите си на „9–ти септември“ (който и дотогава нерядко ползвал). Колкото до стадион „Локомотив“ на Асеновградско шосе, той останал да се ползва за тренировки на различните формации – мъже, юноши, деца. През 1966 г. обаче било решено разширяване на Сточна гара и транспортния възел около нея. Това предопределило съдбата на стадион „Локомотив“. Оказало се, че той трябва да бъде разрушен, за да се освободи необходимото пространство. Онзи момент белязал началото на ново ходене по мъките за клуба. Станало така, че построяването на новия стадион в парк „Лаута“ отнело много повече от планираното време. И докато представителният отбор играел официални мачове на Градския стадион, то зейнала огромна липса на игрища за подготовка не само на мъжете, но също на юношеските и детски формации.
Междувременно, от 1967 г. започнало проектирането, а от 1969 г. – изграждането на новото клубно игрище в парк „Лаута“. Тъй като Локомотив можел само да мечтае за нужните средства, клубът предоставил финансирането на ЖП Управление Пловдив. Ала финансирането (в което за малко се включила и община Пловдив) се оказало мъчително недостатъчно – и мъчително проточващо се. Архитект Здравко Василков разказва: „Първоначалният проект за стадиона, предложен от физкултурното ръководство на Пловдив, беше за само 10 000 души. По същото време бях главен архитект на града и силно се възпротивих на това. Успях да се преборя капацитетът на стадиона да бъде 23 000 седящи места и още около 2 500 правостоящи.
Локомотив изиграл своя първи мач на него цели 13 години след първата копка. При това, „стадион“ било твърде силно определение за направеното: защото всъщност имало само една трибуна – централната, а насреща ѝ – другата „трибуна“, представляваща насип пръст.. През времето, когато се строял новият стадион в парк „Лаута“, отборите на Локомотив (мъже, юноши, деца) тренирали на Градския стадион или на някое от игрищата в съседните на Пловдив села. След изграждане на затревения терен на новия стадион в „Лаута“ там тренирал мъжкият отбор, а в края на 70–те години се провеждали и контролни мачове.
Новият стадион на Локомотив Пловдив бил открит на 6 септември 1982 г. – деня на Съединението, празника на Пловдив. Мачът бил срещу Нефтохимик Бургас, резултатът – 4:1.
Както бе казано, стадион „Локомотив“ бил твърде далеч от завършеността – разполагайки само с една пълноценна трибуна. Човекът, отделял най-много грижи за издигането му, бил архитект Здравко Василков. Неговата свързаност с футбола била дълбока: през 1942 г. той тренирал футбол в Спортклуб, а четвърт век по-късно оглавил футболната секция на клуба. В крайна сметка за 16 години се изпълнява строителство в размер на 2 330 000 лв. с активната помощ на ЖП Управление Пловдив, Трансстрой Пловдив и спортни деятели, членове на Бюрото на дружество Локомотив. Както е знайно, през годините след 1982 г. стадион „Локомотив“ бил дострояван и благоустрояван. Същевременно, за големите си мачове клубът все така използвал Градския стадион.
От 1989 г. стадион „Локомотив“ не е благоустрояван, а единствено поддържан. Заради липса на средства не е хидроизолирана западната трибуна, което става причина за пропадането ѝ през пролетта на 2004 г.
Стадионът има правен статут на общинска собственост, придобита заради безвъзмездното даряване от Министерството на транспорта през 2003 г.

### Днешни дни
Последвали 5 години във втора дивизия, през което време отборът достига до финал за Купата – 1960 г. Както и в предходния си финал (1948 г.), според оценките на централната преса, отборът е подкрепян в София от около 5000 свои привърженици. В сезон 1960/61 Локомотив се завръща в А РФГ, където през сезон 1968/69 печели за първи път медали – бронзови. През 1972/73 отборът става вицешампион, а през следващото първенство отново печели бронз. През 1971 г. изиграва петия си финал за Купата, който отново е неуспешен.
През 1980 г. Локомотив за втори път в историята си изпада в Б РФГ, където прекарва три сезона. През последните два от тях – 1981/82 г. и 1982/83 г., отборът достига до финали за Купата на Съветската армия. Сезон 1981/82 е последният, в който турнирът е със статут на турнир за националната купа. На 12 юни 1982, на стадион „Слави Алексиев“ в гр. Плевен, пред 8000 зрители, пловдивчани играят сърцато срещу Локомотив Сф, но губят след продължения с 1:2.
През следващата година Локомотив печели първия трофей в своята историята. На полуфинал за Купата е отстранен родният колос ЦСКА „Септемврийско знаме“, който само година по-рано елиминира на четвъртфинал в турнира за КЕШ могъщия Ливърпул. На стадиона в гр. Ихтиман локомотивци са безапелационни и печелят с 3:2, като доминират през целия мач. На 1 юни 1983 г. на Националния стадион „Васил Левски“ в София пред 25 000 зрители Локомотив побеждава на финала „Чирпан“ с 3:1 и заслужено печели първия трофей в своята историята. Отборът получава правото да представя България в Турнира за Купата на УЕФА. 1983 г. се оказва паметна и по други причини. Няколко дни след триумфа, Локомотив играе бараж за влизане/оставане в А група с елитния „Черноморец“, но не успява да го премине след загуба с 1:2 в Бургас и 0:0 в Пловдив. Няколко седмици по-късно Спартак (Плевен) е изваден от А РФГ заради опит за уреждане на резултат. Назначен е допълнителен бараж за влизане в А РФГ между „Локомотив“ Пд и „Осъм“ Ловеч, спечелен от „Локомотив“ драматично с 2:1 след продължения. Така отборът се завръща в А група, но отново изпада през следващия сезон – 1983/84.
През сезон 2001/02 собственикът на клуба Георги Илиев закупува акциите на Локомотив (Пловдив). На 23 юли 2001 г. се провежда общо събрание на акционерите на двете дружества, на което се взема решение за заличаване на регистрацията на Локомотив и за преименуване на Велбъжд в Локомотив. Кюстендилският отбор поема всички пасиви и активи на пловдивския, а клубът с новото регистрирано име заема мястото на Велбъжд в А група. Съгласно член 154 от Търговския закон, заличаването слага край на съществуването на дружеството Локомотив от град Пловдив. Седалището на клуба е преместено от Кюстендил в Пловдив. В Пловдив идват и най-добрите играчи на бронзовите медалисти, начело с треньора Димитър Димитров - Херо, който се среща навръх 42-ия си рожден ден с боса на „ВАИ холдинг“ Георги Илиев, за да обсъдят летните трансфери в новия им отбор.
Основните акционери на „железничарите“ Федя Миков и Георги Христолов обявяват, че нямат нищо против Илиев да поеме клуба. Досегашният президент на „Локо“ Любомир Корадов се съгласява да не се признават резултатите от последното общо събрание, на което е бил избран на този пост. Корадов мотивира решението си с интересите на клуба, който ще мери сили с най-големите отбори у нас без да е добил право на това с игра. Поканата към Георги Илиев е отправил лично легендата на „черно-белите“ Христо Бонев, който очаква 30 хиляди души за първия домакински мач. Тимът на „Велбъжд“ пък бива поет от приближени на Г. Илиев и в него се обиграват предимно млади таланти.

### Шампионския сезон и следващите години
Сезон 2003/04 донася първата шампионска титла в историята на Локомотив Пловдив – тя е отпразнувана по безпрецедентен за България начин: с тържествено шествие на привържениците от клубния стадион до Централния площад, където пред 40 хиляди души е вдигната Шампионската купа. През сезон 2003/04 на българското първенство, смърфовете печелят 75 точки, отбелязват 74 гола и допускат 24 гола след изиграни 30 мача и печелят златните медали с преднина от 3 точки пред втория Левски София и 10 точки от третия ЦСКА София. На 31 юли 2004 г. е добавена в клубната витрина и първата Суперкупа на България, след победа с 1:0 срещу Литекс Ловеч. През следващия сезон 2004/05 Локомотив Пловдив за четвърти път става бронзов медалист от първенствата на елитната група, след 30 изиграни мача черно-белите имат актив от 58 точки, те отбелязват 65 гола и допускат 34 гола. През сезон 2005/06 отборът завършва на 5-то място в първенството с актив от 40 точки след изиграни 28 мача, като отбелязват 43 гола и допускат 42 гола. През сезон 2006/07 локомотивци се представят по-слабо и завършват на 7-мо място, спечелват 43 точки, отбелязват 48 гола и допускат 43 гола след 30 мача. През следващия сезон 2007/08 черно-белите продължават да отстъпват позиции и завършват на 9-то място, като отново записват 43 точки, отбелязват 37 и допускат 28 гола в 30 мача. През сезон 2008/09 те завършват на 7-мо място отново с актив от 43 точки в 30 мача, като отбелязват 40 и допускат 43 гола, тоест имат отрицателна голова разлика. През сезон 2009/10 отново се стига до пропадане и завършват на 12-то място, с актив от 33 точки в 30 мача, като отново имат отрицателна голова разлика, след като отбелязват 36 и допускат 52 гола. Сезон 2010/11 е силен за смърфовете и те завършват на 4-то място, с актив от 52 точки, отбелязани 54 и допуснати 28 гола. През сезон 2011/12 пловдивчани завършват на 6-то място с актив от 57 точки, като отбелязват 44 гола и допускат 39 гола. През същия сезон железничарите играят финал за Купата на България, но губят от Лудогорец с 2:1. На 11 юли 2012 г. Локомотив губи от Лудогорец с 3:1 в мача за Суперкупата на България. През сезон 2012/13 локомотивци завършват на 9-то място с актив от 39 точки, като отбелязват 37 гола и допускат 34 гола. През сезон 2013/14 черно-белите завършват на 7-мо място с актив от 50 точки, отбелязват 49 гола и допускат 55 гола. През сезон 2014/15 локомотивци завършват на 10-то място с актив от 32 точки, като отбелязват 28 гола и допускат 52 гола и съответно имат отрицателна голова разлика.
След няколкогодишно противопоставяне на привържениците на клуба срещу начина на управление от едноличния му собственик до този момент Константин Динев, на 7 юли 2014 „Сдружение Бъдеще за Локомотив“ (представляващо феновете от отбора) става притежател на 96% от акциите на отбора. От 3 юни 2015 г. собствеността на Локомотив се прехвърля на сдружението „Обединение за Локомотив“, което се захваща с управлението на отбора.
През сезон 2015/16 нещата значително се подобряват за смърфовете и те завършват на 5-то място с актив от 49 точки, но въпреки това отбелязват 40, а допускат 45 гола, като по този начин за трета поредна година имат отрицателна голова разлика. През следващия сезон 2016/17 черно-белите отново завършват на 5-то място, този път с актив от 52 точки, но за четвърта поредна година имат отрицателна голова разлика. През сезон 2017/18 железничарите завършват на 10-то място с актив от 37 точки и за пета поредна година имат отрицателна голова разлика. През сезон 2018/19 пловдивчани отново завършват на 10-то място с актив от 38 точки, като отбелязват и допускат по 37 гола. През същия сезон Локомотив печели Купата на България, на финала е победен вечния съперник Ботев Пловдив с 1:0. По пътя към финала са победени отборите на ФК Поморие, Дунав Русе, Етър Велико Търново и Септември София. На 3 юли 2019 г. Локомотив отново губи от Лудогорец с 2:0 в мача за Суперкупата на България. През сезон 2019/20 локомотивци завършват на 5-то място в шампионата с актив от 53 точки, като отбелязват 53 гола и допускат 35 гола. За сметка на това Локомотив за втора поредна година печели Купата на България, след като на финала е победен отбора на ЦСКА София с 5:3 при изпълнение на дузпи. По пътя към финала последователно са победени отборите на Балкан Ботевград, Литекс Ловеч, ЦСКА 1948 и Левски София. На 2 август 2020 г. смърфовете завоюват своята втора Суперкупа на България, след победа с 0:1 срещу Лудогорец. Сезон 2020/21 е един от най-добрите за пловдивските железничари за последните години, като те завършват на 2-ро място в класирането с актив от 61 точки, отбелязват 48 гола и допускат 23 гола и имат 9 точки разлика с шампионите Лудогорец. През сезон 2021/22 локомотивци не съумяват да повторят доброто миналогодишно класиране и завършват на 9-то място с актив от 38 точки, като отбелязват 36 гола и допускат 43 гола. През сезон 2022/23 смърфовете завършват на 5-то място с актив от 54 точки, като отбелязват 35 и допускат 34 гола. През сезон 2023/24 локомотивци отново завършват на 5-то място с актив от 58 точки, като отбелязват 53 и допускат 44 гола. Сезон 2024/25 се превръща в един от най-трудните в историята на пловдивските железничари, те завършват на 13-то място с актив от 38 точки, като отбелязват 37 и допускат 49 гола. По този начин се налага Локомотив да играят бараж за оставане в Първа лига срещу отбора на Марек Дупница. Железничарите побеждават с 3:0 и запазват елитния си статут и за следващия сезон.

## Стадион
Стадион „Локомотив“ е разположен в парк Лаута (в югоизточната част на Пловдив). Той е част от спортен комплекс „Локомотив“, състоящ се от футболен стадион, три помощни терена, пет тенис корта, зала за волейбол и закрита лекоатлетическа зала.
Стадионът е в процес на цялостна реконструкция, като след завършването му ще има капацитет от 14 500 седящи зрителски места. Размерът на игралното поле е 105,3 м на дължина и 71,4 м на ширина. От 2013 г. съоръжението разполага с осветителна система с мощност от 1898 лукса.

## Привърженици
Първият организиран фенклуб на привърженици в България е този на Локомотив Пловдив. Той е официално учреден на 11 май 1988 г. ставайки първият фенклуб на български футболен тим.
Най-старата фенска фракция е основана в началото на 1992 г. под името „Tequila Boys“ като съществува и до днес, но с друго наименование – „The Usual Suspects“.
Всички организирани групи от фенове на Локомотив са обединени под името „Lauta Army“.
Привържениците на клуба, които живеят извън България също са организирани във фенклубове – в САЩ, Великобритания, Франция, Германия, Испания и други страни, в които има българска диаспора. Фенклубовете извън страната са обединени от 2015 г. под името „World Wide Locos“.

### Рекордни посещения
- Рекордът за най-голяма домакинска публика на мач в Б група принадлежи на привържениците на Локомотив Пловдив. На 15 март 1983 г. Локо Пловдив играе дербито си с Берое (Стара Загора) пред над 40 000 зрители на стадион „9-и септември“ (сега „Пловдив“). Пловдивският любимец с Христо Бонев в състава си бие с 2:1 заралии, а пръскащият се по шевовете стадион остава в историята на родния футбол като мачът, събрал най-голямата маса от футболни запалянковци.[13]
- Рекордът за най-голяма гостуваща публика също принадлежи на феновете на Локомотив Пловдив. На 11 август 1983 г. отборът печели бараж-квалификация за влизане в А група играна в София срещу Осъм (Ловеч).[14] Черно-белите бият с 2:1 след продължения и голове на Аян Садъков и Едуард Ераносян. Над 35 000 запалянковци от Пловдив окупират софийския стадион „Васил Левски“.[15] Това е абсолютният рекорд за гостуваща публика и то поставен в Б група, което спомага за изграждането на образа на локо-публиката като най-вярна в страната. Неописуема гледка представлява връщането от София до Пловдив по автомагистрала Тракия – огромни, километрови колони от всевъзможни МПС-та с надути клаксони, шум и еуфория до небето.
- Феновете на Локомотив Пловдив държат рекорда и за най-голяма гостуваща публика в Б група. На 22 юни 1985 г. около 10 – 12 000 пловдивчани посещават Казанлък в мач от Б група на стадион „Цвятко Радойнов“ срещу отбора на Розова долина, за да подкрепят своя отбор в последната му крачка към А РФГ. Черно-белите печелят с 0:3 с голове на Садъков, Бурнарски и Ераносян.[16][17]

### Приятелства
- Феновете на Локомотив имат силно приятелство с привържениците на италианския Наполи. В много случаи фенове на двата отбора пътуват, за да гледат мачове на любимите си отбори заедно.[18][19]

### Съперничества
- Най-големият съперник на Локомотив е Ботев (Пловдив). Мачовете между двата клуба са известни като Пловдивското дерби и датират от 30-те години на ХХ век.[20] Широко смятано е, че това е второто по значимост съперничество в българското първенство, след Вечното дерби. Двубоите между двата противника винаги са с огромен заряд и страхотна атмосфера по трибуните.

## Детско–юношеска школа
Самият факт, че Локомотив създава десетки футболисти, преминали през различните национални гарнитури на страната, говори за добрата работа на детско–юношеската школа. Почти във всички първенства за подрастващи – деца, юноши младша и старша възраст – отборите на Локомотив са сред челниците в страната и водещи в окръга. За първи път детски железничарски отбор влиза във финалната четворка на републиканско първенство през 1960 г. Тогава треньорът Христо Бъчваров разчита на футболисти, които скоро ще станат известни и сред мъжете – Христо Бонев, Тодор Паунов, Ганчо Пеев и други.
Особен ръст детско–юношеската школа на Локомотив бележи през 70–те и 80–те години. През тези години с много любов работят Христо Бъчваров, Георги Киров, Йордан Андреев, по-късно – Атанас Ангелов. С много заслуги към детско–юношеската школа на Локомотив са и Васил Анков, Чавдар Муратев, Недялко Стамболиев, Петър Харитев, Ганчо Пеев, Михаил Георгиев, Петър Базарски и много други. Открояват се и редица спортни деятели, които обикалят пловдивските улици и търсят талантливи попълнения за любимия отбор: Панайот Паришев, д–р Тодор Тотев, Борис Стойков, Жеко Койчев и други, които със своя скромен, но всеотдаен труд допринасят много за издигане на футбола в спортното дружество.
Една от най-характерните черти на детско–юношеската школа на Локомотив – за разлика от много други школи – е, че почти винаги най-добрите от подрастващите стават титуляри в представителния отбор. Тази тенденция се забелязва от десетилетия:
Христо Попов, Стефан Паунов, Георги Киров, Атанас Тодоров, Иван Лазаров, Аспарух, Методи и Васил Караяневи, Никола и Борис Белкови, Димитър Батинов, Христо Бъчваров, Христо Бонев, Ганчо Пеев, Тодор Паунов, Петър Манов, Васил Валентинов, Минчо Овчаров, Красимир Чавдаров, Веселин Балевски, Ружди Керимов, Георги Загорчев, Михаил Юмерски, Аян Садъков, Едуард Ераносян, Христо Колев – Бащата, Емил Илиев, Рачо Килапов, Стефан Драганов, Георги Димитров – Каубоя, Георги Иванов – Гонзо, Димитър Илиев, Бирсент Карагарен.
През 1979 г. юношите младша възраст на Локомотив достигат до финалния турнир в Русе и печелят третото място. Следващата година (1980) юношите от същата възрастова група донасят първата в историята на клуба републиканска титла, след като на финала в София надиграват „Левски–Спартак“ с 4:3 (след дузпи, в редовното време – 0:0).
През 1981 г. същите тези футболисти достигат до финалната четворка при юношите – старша възраст, въпреки че са с година–две по-малки от своите противници. През 1982 г. юношите старша възраст на Локомотив (с треньор Чавдар Муратев) са отново сред най-добрите в страната. Малко не им достига до шампионската титла. Следващата година отборът е отново втори в републиканското първенство (след ЦСКА). Малко юношески отбори в България могат да се похвалят с такова постоянство за толкова продължително време.
1985 г. носи нов връх. Локомотив за втори път е републикански шампион по футбол – този път за деца. Във финалния турнир, който се провежда в Пловдив, младите локомотивци постигат три убедителни победи: над ЦСКА „Септемврийско знаме“ с 6:1, над „Пирин“ с 4:0 и над ЖСК „Спартак“ с 5:4 и заслужено застават на най-високия връх.
Юношите на Локомотив се представят много добре и на международното поле, и в своя клуб, и в националния отбор. През 1976 г., на турнир за юноши до 18 години на остров Корсика, младите пловдивчани постигат три впечатляващи резултата срещу национални отбори: с Югославия 2:1, с Франция 1:1 и с Мароко 0:0. През 1981 г. те печелят големия международен турнир в Хановер, където участват много силни отбори от цял свят. Показателен е фактът, че след този турнир отборът получава покани да гостува в Барселона и Калифорния. Наближават стотина юношите на Локомотив, преминали през младежкия национален отбор, през националните отбори за юноши младша и старша възраст. Просто не е възможно да ги изброяваме. Ще споменем само, че рекордьор по участия в А юношеския ни отбор е Аян Садъков – 40 мача (15 гола), Красимир Манолов има 37 мача и 13 гола, Веселин Балевски – 30, Николай Курбанов – 27 с 6 гола и т.н.
Ето какво пише журналистът Асен Виденов във вестник „Старт“: „Колкото и да „раздава“ на другите, Локомотив създава много! Създава добри млади играчи, най-силните от който остават верни на своя клуб...“

## Играчи
Към 21 юли 2025 г.

### Спортно-технически щаб
| Длъжност             | Име               |
| -------------------- | ----------------- |
| Старши треньор       | Душан Косич       |
| Помощник-треньор     | Денис Омерагич    |
| Кондиционен треньор  | Николай Лесков    |
| Треньор на вратарите | Деян Минев        |
| Лекар                | Константин Павлов |
| Рехабилитатор        | Славчо Меченов    |
| Рехабилитатор        | Красимир Тодоров  |
| Администратор        | Тома Цилев        |
| Пресаташе            | Николай Тънковски |
| Домакин              | Здравко Драгоев   |

### Замразени номера
| No. | Играч        | Националност | Позиция               | Дебют      | Последен мач     | Източник |
| --- | ------------ | ------------ | --------------------- | ---------- | ---------------- | -------- |
| 8   | Христо Бонев | България     | Атакуващ полузащитник | 5 юни 1965 | 15 октомври 1983 | [ 21 ]   |

### Футболист на годината[22]
| Година | Победител        |
| ------ | ---------------- |
| 2006   | Стоян Колев      |
| 2007   | Даксон да Силва  |
| 2008   | Йордан Милиев    |
| 2009   | Кирил Акалски    |
| 2010   | Здравко Лазаров  |
| 2011   | Здравко Лазаров  |
| 2012   | Христо Златински |
| 2013   | Мартин Камбуров  |
| 2014   | Мартин Камбуров  |
| 2015   | Мартин Камбуров  |

| Година | Победител         |
| ------ | ----------------- |
| 2016   | Мартин Камбуров   |
| 2017   | Мартин Камбуров   |
| 2018   | Димитър Илиев     |
| 2019   | Димитър Илиев     |
| 2020   | Димитър Илиев     |
| 2021   | Димитър Илиев     |
| 2022   | Бирсент Карагарен |
| 2023   | Динко Хоркаш      |
| 2024   | Ангел Лясков      |

## Класиране по сезони

### Последни 10 сезона
| Сезон   | Група      | Място | М  | П  | Р  | З  | Г.Р.  | Т  | Купа на България  | Суперкупа на България | EKT                   | Голмайстор                |
| ------- | ---------- | ----- | -- | -- | -- | -- | ----- | -- | ----------------- | --------------------- | --------------------- | ------------------------- |
| 2014/15 | А ФГ       | 10    | 32 | 9  | 5  | 18 | 28:52 | 32 | 1/2 финал         | -                     | -                     | Мартин Камбуров /13 гола/ |
| 2015/16 | А ФГ       | 5     | 32 | 15 | 4  | 13 | 40:45 | 49 | 1/8 финал         | -                     | -                     | Мартин Камбуров /18 гола/ |
| 2016/17 | Първа Лига | 5     | 36 | 14 | 10 | 12 | 50:52 | 52 | 1/4 финал         | -                     | -                     | Мартин Камбуров /17 гола/ |
| 2017/18 | Първа Лига | 8     | 36 | 11 | 11 | 14 | 35:48 | 44 | 1/16 финал        | -                     | -                     | Димо Бакалов /9 гола/     |
| 2018/19 | Първа Лига | 10    | 34 | 10 | 8  | 16 | 37:40 | 38 | Носител на Купата | -                     | Лига Европа           | Димитър Илиев /9 гола/    |
| 2019/20 | Първа Лига | 5     | 31 | 15 | 8  | 8  | 53:35 | 53 | Носител на Купата | Финалист              | Лига Европа           | Димитър Илиев /12 гола/   |
| 2020/21 | Първа Лига | 2     | 31 | 17 | 10 | 4  | 48:23 | 61 | 1/4 финал         | Носител на Купата     | Лига на конференциите | Димитър Илиев /13 гола/   |
| 2021/22 | Първа Лига | 9     | 32 | 9  | 11 | 12 | 36:43 | 38 | 1/4 финал         | -                     | -                     | Димитър Илиев /13 гола/   |
| 2022/23 | Първа Лига | 5     | 35 | 15 | 9  | 11 | 35:34 | 54 | 1/8 финал         | -                     | -                     | Джовани Бариани /8 гола/  |
| 2023/24 | Първа Лига | 5     | 35 | 17 | 7  | 11 | 53:44 | 58 | 1/8 финал         | -                     | -                     | Джовани Бариани /7 гола/  |

## Почетни листи

### Най-много мачове
| №  | Име                | Период                                                      | Мачове |
| -- | ------------------ | ----------------------------------------------------------- | ------ |
| 1  | Христо Бонев       | 1963 – 1967 1968 – 1979 1982 – 1984                         | 404    |
| 2  | Георги Василев     | 1965 – 1980                                                 | 386    |
| 3  | Станчо Бончев      | 1962 – 1967 1969 – 1980                                     | 331    |
| 4  | Ганчо Пеев         | 1966 – 1981                                                 | 327    |
| 5  | Илия Бекяров       | 1959 – 1973                                                 | 314    |
| 6  | Недялко Стамболиев | 1967 – 1978                                                 | 290    |
| 7  | Димитър Илиев      | 2004 – 2009 2018 –                                          | 285    |
| 8  | Тодор Иванов       | 1971 – 1980                                                 | 237    |
| 9  | Аян Садъков        | 1978 – 1989 1992 – 1994                                     | 228    |
| 10 | Мартин Камбуров    | 2000 – 2001 2002 – 2006 2007 – 2008 2013 – 2014 2014 – 2017 | 227    |

### Най-много голове
| №  | Име             | Период                                                      | Голове |
| -- | --------------- | ----------------------------------------------------------- | ------ |
| 1  | Христо Бонев    | 1963 – 1967 1968 – 1979 1982 – 1984                         | 180    |
| 2  | Мартин Камбуров | 2000 – 2001 2002 – 2006 2007 – 2008 2013 – 2014 2014 – 2017 | 145    |
| 3  | Георги Василев  | 1965 – 1980                                                 | 115    |
| 4  | Димитър Илиев   | 2004 – 2009 2018 –                                          | 77     |
| 5  | Иван Кънчев     | 1956 – 1969                                                 | 73     |
| 6  | Аян Садъков     | 1978 – 1989 1992 – 1994                                     | 66     |
| 7  | Едуард Ераносян | 1978 – 1988 1993 – 1995                                     | 64     |
| 8  | Стефан Драганов | 1985 – 1991 1995 – 1997                                     | 54     |
| 9  | Георги Димитров | 1983 – 1991 1994 – 2001                                     | 46     |
| 10 | Христо Колев    | 1982 – 1988 1997 – 1998                                     | 40     |

### Голмайстори на А група
| Име             | Сезон   | Голове |
| --------------- | ------- | ------ |
| Едуард Ераносян | 1983/84 | 19     |
| Мартин Камбуров | 2003/04 | 25     |
| Мартин Камбуров | 2004/05 | 27     |
| Мартин Камбуров | 2013/14 | 20     |
| Мартин Камбуров | 2015/16 | 18     |

### Футболист № 1 на България
| Име           | Година |
| ------------- | ------ |
| Христо Бонев  | 1969   |
| Христо Бонев  | 1972   |
| Христо Бонев  | 1973   |
| Димитър Илиев | 2019   |
| Димитър Илиев | 2020   |

- Данните са до 24 ноември 2024 г.

## Известни привърженици
- Георги Божилов, художник[25]
- Катя Паскалева, актриса
- Ирмена Чичикова, актриса[26][27]
- София Маринкова, актриса[28]
- Проф. Крикор Азарян – преподавател по „Актьорско майсторство и режисура“ в НАТФИЗ, председател на Българската асоциация на режисьорите от театъра
- Атанас Кръстев  (известен също с псевдонима Начо Културата) – културен деятел, основател на „Старинен Пловдив“[29]
- Проф. Димитър Русков – хоров диригент и педагог
- Найден Тодоров – диригент, Министър на културата (2023)[30][31]
- Иван Демерджиев, юрист и политик
- Андрей Андреев, музиковед
- Кольо Карамфилов – живописец, график и скулптор[32]
- Трифон Неделчев, скулптор и художник [33]
- Лука Станчев – председател на „Пловдивски Граждански Клуб“, физик и деятел[34]
- Доц. Владимир Янев – историк, поет и белетрист[35]
- Добромир Тонев – поет и редактор[36]
- Проф. Атанас Джурджев – кардиолог, ректор на Медицинския университет (1995 – 2003)[37]
- Арх. Здравко Василков, главен архитект на Пловдив (1970 -1980)[38]
- Манол Пейков, издател, преводач и политик[39]
- Спас Гърневски, кмет на Пловдив (1995 – 1999)[40]
- Диран Парикян, кмет на Пловдив (1971 – 1979)
- Здравко Йончев – художник, дългогодишен говорител в Радио Пловдив
- Илиян Джевелеков – режисьор, сценарист и продуцент[41]
- Стефан Мавродиев – театрален и киноактьор, режисьор
- Любен Гройс – театрален режисьор, драматург, поет и преводач
- Драгомир Симеонов – водещ и актьор[42]
- Енчо Пиронков, художник
- Станимир Видев, художник
- Йоан Левиев, художник [43]
- Здравко Йончев, художник
- Момчил Андреев – икономист и банкер
- Николай Неделчев – бизнесмен и предприемач[44]
- Атанас Узунов, футболен съдия[45]
- Едуард Папазян, спортен журналист[46]
- Мирослав Барняшев (известен също с псевдонима Александър Русев) – кечист[47]
- Васил Миленчев – съдия по фехтовка, най-признатият български съдия във всички спортове[48][49]
- Цветана Пиронкова, тенисистка[50]
- Димитър Кузманов, тенисист[51]
- Тодор Енев, тенисист[52]
- Кирил Пандов, боксьор
- Александър Христов, боксьор
- Пламена Миткова, лекоатлет[53]
- Габриела Петрова, лекоатлет[54]
- Йосиф Миладинов, плувец[55]
- Румен Йовчев, телевизионен водещ